# Калнахта
Калнахта (осет. Хъалнæгътæ) — село в Ирафском районе республики Северная Осетия — Алания. Входит в состав Махческого сельского поселения.

## Этимология
Название села, по мнению А. Д. Цагаевой, произошло осетинского «хъалгъæнтæ» — крыжовники (с перестановкой согласных во втором слоге).

## География
Село расположено в Дигорском ущелье, на правом берегу реки Айгомуги дон, при впадении притока Бакуна.

## Население
| 2002 | 2010 | 2021 |
| ---- | ---- | ---- |
| 22   | →22  | →22  |

## Достопримечательности
К юго-западу от села находится Башня Цебоевых.

## Транспорт
Относится к местностям с низкой транспортной освоенностью и ограниченными сроками транспортной доступности (Закон Республики Северная Осетия-Алания от 21.01.1999 № 3-з «О труднодоступных и отдаленных местностях Республики Северная Осетия-Алания»).